# Tisbe inflatiseta
Tisbe inflatiseta är en kräftdjursart som beskrevs av Fava och Volkmann 1975. Tisbe inflatiseta ingår i släktet Tisbe och familjen Tisbidae. Inga underarter finns listade i Catalogue of Life.